# Vicq (Haute-Marne)

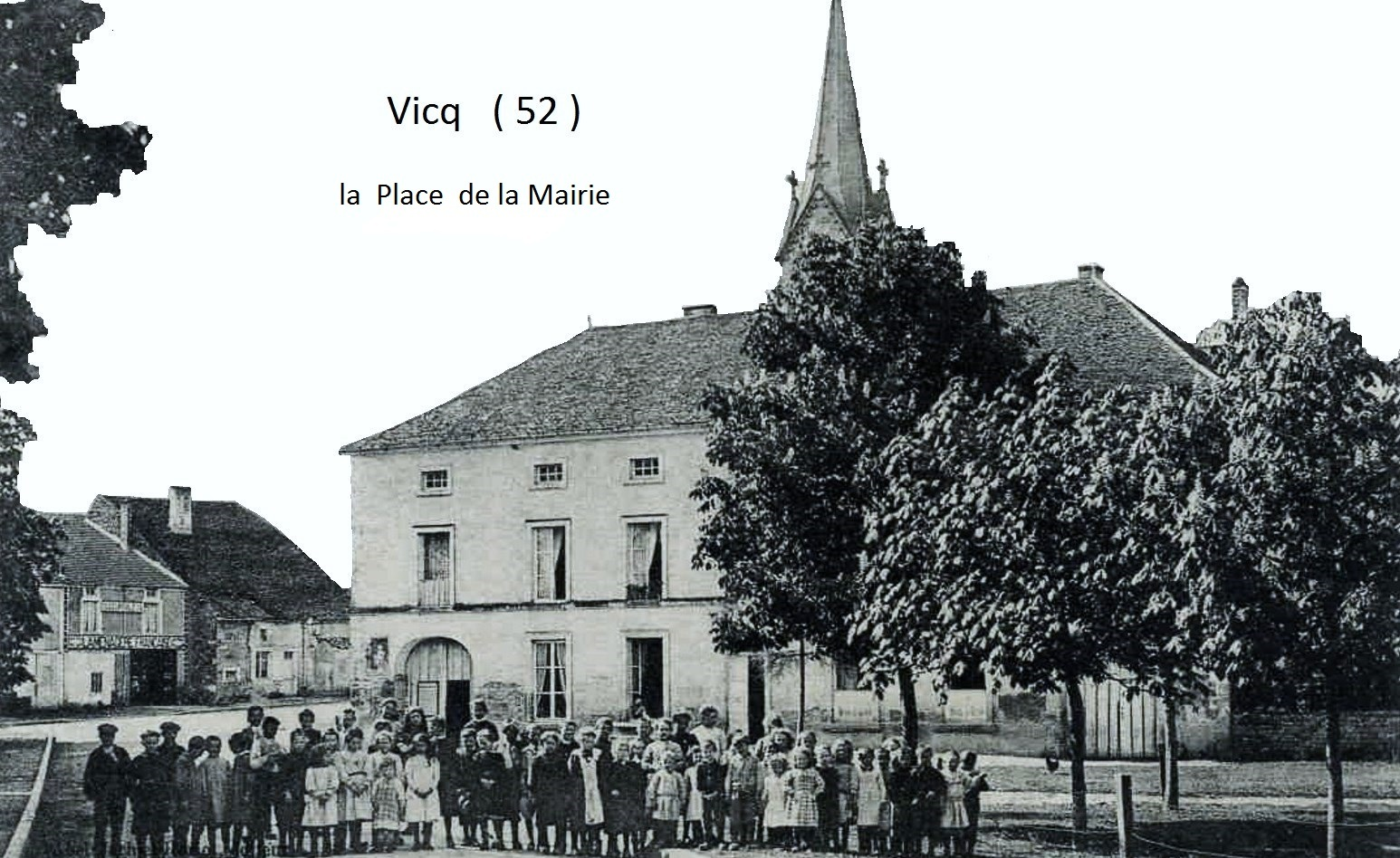

Vicq ist eine französische Gemeinde mit 156 Einwohnern (Stand 1. Januar 2022) im Département Haute-Marne in der Region Grand Est; sie gehört zum Arrondissement Langres. Die Bewohner werden Vicquois und Vicquoises genannt.
Die Gemeinde erhielt 2022 die Auszeichnung „Drei Blumen“, die vom Conseil national des villes et villages fleuris (CNVVF) im Rahmen des jährlichen Wettbewerbs der blumengeschmückten Städte und Dörfer verliehen wird.

## Geografie
Vicq liegt rund 40 Kilometer südöstlich der Stadt Chaumont im Südosten des Départements Haute-Marne am Oberlauf des Flusses Petite Amance.

## Geschichte
Die Gemeinde war bis 1789 Teil der Bailliage de Langres innerhalb der königlichen Provinz Champagne. Die Mechanisierung der Landwirtschaft führte zu einer starken Abwanderung im späten 19. Jahrhundert und im 20. Jahrhundert. Vicq gehörte von 1793 bis 1801 zum District Langres. Zudem von 1793 bis 1801 zum Kanton Rançonnières und von 1801 bis 2015 zum Kanton Varennes (sur-Amance) (Name ab 1972: Kanton Terre-Natale).

## Bevölkerungsentwicklung
| Jahr                       | 1962 | 1968 | 1975 | 1982 | 1990 | 1999 | 2006 | 2012 | 2019 |
| Einwohner                  | 345  | 294  | 231  | 195  | 191  | 195  | 176  | 161  | 149  |
| Quellen: Cassini und INSEE |      |      |      |      |      |      |      |      |      |

## Sehenswürdigkeiten
- Kirche Saint-Julien (erbaut 1869–1874)
- Kapelle Sainte-Germaine (Colline du Frillouse) aus dem Jahr 1854
- Wegkreuz in der Rue du Coin